# Pływanie na Letnich Igrzyskach Olimpijskich 1928 – 4 × 200 m stylem dowolnym mężczyzn
Sztafeta 4 × 200 m stylem dowolnym mężczyzn była jedną z konkurencji pływackich rozgrywanych podczas IX Igrzysk Olimpijskich w Amsterdamie. Zarówno eliminacje jak i finał odbyły się 11 sierpnia 1928 roku.
Już w eliminacjach reprezentanci Stanów Zjednoczonych czasem 9:38,8 poprawili rekord świata o prawie 11 sekund. W wyścigach eliminacyjnych szybszy czas od starego rekordu świata uzyskali także Japończycy i Węgrzy. Po dyskwalifikacji Włochów i Niemców niespodziewanie do finału awansowali reprezentanci Hiszpanii. W finale z nowym rekordem świata (9:36,2) zwyciężyli Amerykanie w składzie Austin Clapp, Walter Laufer, George Kojac, Johnny Weissmuller. Drugie miejsce zajęli Japończycy, którzy uzyskali czas 9:41,4. Brąz, ze stratą sześciu sekund do srebrnych medalistów, wywalczyli reprezentanci Kanady.

## Rekordy
Przed zawodami rekord świata i rekord olimpijski wyglądały następująco:
| Rekord            | Reprezentacja                                                                            | Czas   | Miejsce | Data          |       |
| ----------------- | ---------------------------------------------------------------------------------------- | ------ | ------- | ------------- | ----- |
| Rekord świata     | Republika Weimarska August Heitmann Joachim Rademacher Friedrich Berger Herbert Heinrich | 9:49,6 | Bolonia | 1927          | [ 1 ] |
| Rekord olimpijski | Stany Zjednoczone · Ralph Breyer · Harrison Glancy · James O’Connor · Johnny Weissmuller | 9:53,4 | Paryż   | 20 lipca 1924 |       |

W trakcie zawodów ustanowiono następujące rekordy:
| Data        | Etap konkurencji | Reprezentacja                                                                        | Czas   | Rekord |
| ----------- | ---------------- | ------------------------------------------------------------------------------------ | ------ | ------ |
| 11 sierpnia | eliminacje       | Stany Zjednoczone · Paul Samson · Austin Clapp · David Young · Johnny Weissmuller    | 9:38,8 | WR     |
| 11 sierpnia | finał            | Stany Zjednoczone · Austin Clapp · Walter Laufer · George Kojac · Johnny Weissmuller | 9:36,2 | WR     |

## Wyniki

### Eliminacje
Do finału awansowały dwie najszybsze sztafety z każdego wyścigu oraz jedna reprezentacja, która zajęła trzecie miejsce i uzyskała najlepszy czas.
Wyścig 1
| Miejsce | Zawodnicy                                                                      | Czas    | Uwagi |
| ------- | ------------------------------------------------------------------------------ | ------- | ----- |
| 1.      | Stany Zjednoczone · Paul Samson, Austin Clapp, David Young, Johnny Weissmuller | 9:38,8  | Q,    |
| 2.      | Japonia · Kazuo Noda, Hiroshi Yoneyama, Tokuhei Sada, Katsuo Takaishi          | 9:42,6  | Q     |
| 3.      | Szwecja · Aulo Gustafsson, Sven-Pelle Pettersson, Eskil Lundahl, Arne Borg     | 10:03,2 | q     |
| 4.      | Argentyna · Francisco Uranga, Amilcar Álvarez, Emilio Vives, Alberto Zorrilla  | b.d.    |       |

Wyścig 2
| Miejsce | Zawodnicy                                                                        | Czas    | Uwagi |
| ------- | -------------------------------------------------------------------------------- | ------- | ----- |
| 1.      | Kanada · Munroe Bourne, James Thompson, Garnet Ault, Walter Spence               | 9:55,0  | Q     |
| 2.      | Wielka Brytania · Edward Peter, Joseph Whiteside, Reginald Sutton, Albert Dickin | 10:16,6 | Q     |
| 3.      | Francja · Philippe Tisson, Gustave Klein, Jean Taris, Albert Vandeplancke        | 10:31,4 |       |
| 4.      | Holandia · Henk van Essen, Gerrit van Voorst, Piet Bannenberg, Johannes Brink    | b.d.    |       |
| 5.      | Belgia · Louis Van Parijs, Pierre Coppieters, Martial Van Schelle, Gérard Blitz  | b.d.    |       |

Wyścig 3
| Miejsce | Zawodnicy                                                                            | Czas    | Uwagi |
| ------- | ------------------------------------------------------------------------------------ | ------- | ----- |
| 1.      | Węgry · András Wanié, Rezső Wanié, Géza Szigritz, István Bárány                      | 9:46,6  | Q     |
| 2.      | Hiszpania · Francisco Segalá, Estanislao Artal, Ramón Artigas, José González         | 11:50,6 | Q     |
| 3.      | Włochy · Emilio Polli, Giuseppe Perentin, Antonio Conelli, Paolo Costoli             |         | DSQ   |
| 4.      | Republika Weimarska Karl Schubert, August Heitmann, Friedel Berges, Herbert Heinrich |         | DSQ   |

### Finał

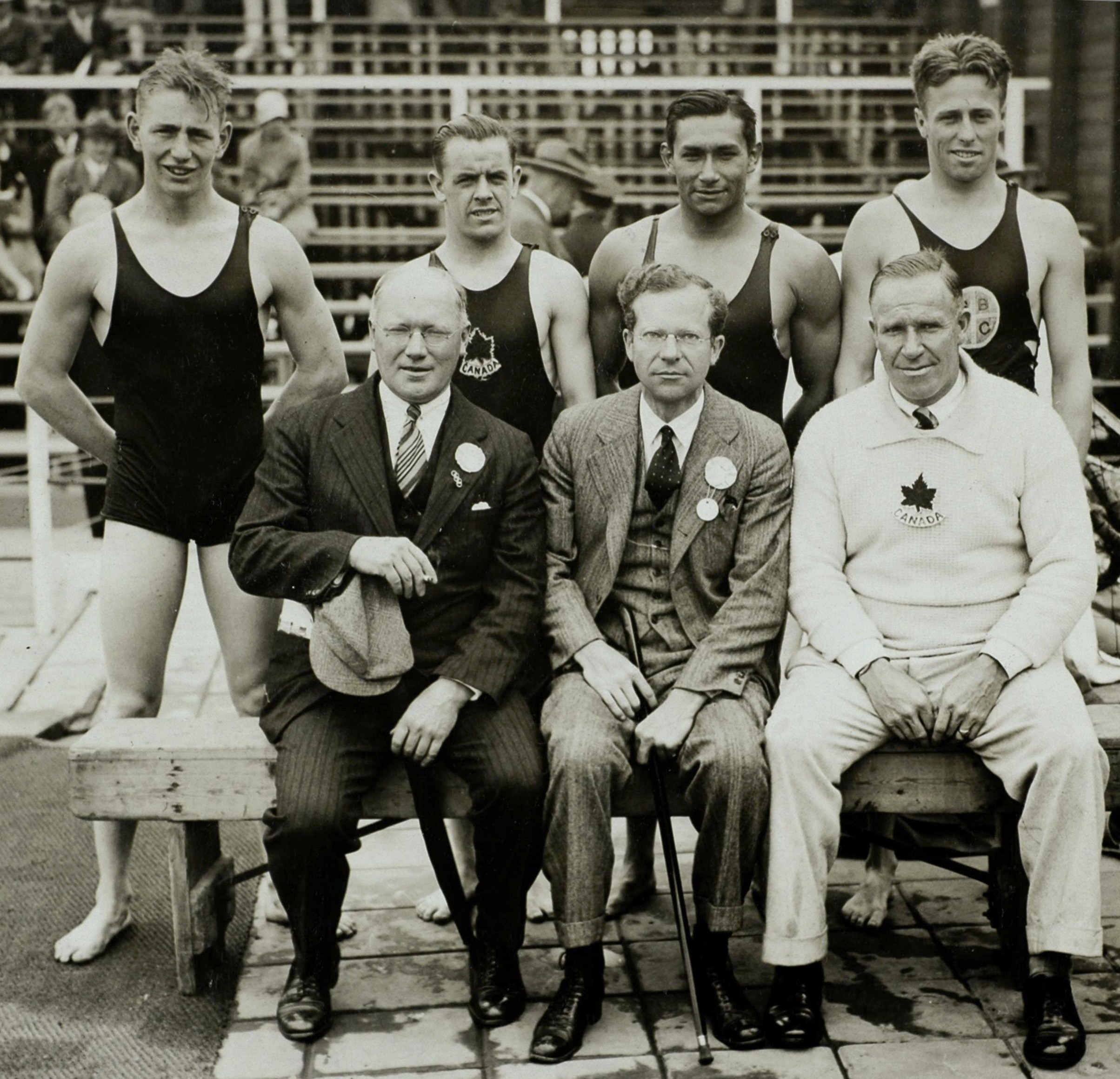
Brązowi medaliści - reprezentacja Kanady (z tyłu od lewej): Bourne, Thompson, Spence, Ault

| Miejsce | Zawodnicy                                                                         | Czas    |
| ------- | --------------------------------------------------------------------------------- | ------- |
| 1.      | Stany Zjednoczone · Austin Clapp, Walter Laufer, George Kojac, Johnny Weissmuller | 9:36,2  |
| 2.      | Japonia · Hiroshi Yoneyama, Nobuo Arai, Tokuhei Sada, Katsuo Takaishi             | 9:41,4  |
| 3.      | Kanada · Munroe Bourne, James Thompson, Garnet Ault, Walter Spence                | 9:47,8  |
| 4.      | Węgry · András Wanié, Rezső Wanié, Géza Szigritz, István Bárány                   | 9:57,0  |
| 5.      | Szwecja · Aulo Gustafsson, Sven-Pelle Pettersson, Eskil Lundahl, Arne Borg        | 10:01,8 |
| 6.      | Wielka Brytania · Reginald Sutton, Joseph Whiteside, Edward Peter, Albert Dickin  | 10:15,8 |
| 7.      | Hiszpania · José González, Estanislao Artal, Ramón Artigas, Francisco Segalá      |         |